# Nicolae Pâcleanu
Nicolae Pâcleanu (n. 1824, Buzău, Țara Românească – d. 6 februarie 1878, Pisa, Toscana, Italia) a fost un politician român din secolul al XIX-lea, Președintele Camerei Deputaților din România în perioada 5 februarie - 16 martie 1871.
A făcut parte din Adunarea ad-hoc de la București din partea Partidului Liberal.